# Moisès Székely
Moisès Székely —en hongarès Székely Mózes, en romanès Moise Székely— fou un voivoda (príncep) de Transsilvània. Era fill de János Székely i formava part de la noblesa Székely (minoria hongaresa de Transsilvània).
Moisès Székely va ser un destacat cap militar i un dels principals generals dels exèrcits de Segimon Bathory, destacant-se com un dels seus més propers col·laboradors.
Amb la renúncia de Segimon Bathory a principis de 1602 al tron de Transsilvània la situació al Principat era del tot inestable. Giorgio Basta i les seves tropes imperials controlaven la situació duent a terme una contínua persecució i repressió indiscriminada contra la població autòctona, així com contra els saxons i els hongaresos de Transsilvània.
Davant d'aquesta situació, a principis de 1603 Moisès Székely va començar a preparar una revolta que esclatà l'abril d'aquell mateix any i que amb l'ajut dels otomans i els tàtars va aconseguir fer fora les tropes imperials de Giorgio Basta.
Al maig de 1603 reclamava el tron de Transsilvània (vacant en aquell moment) i es nomenava voivoda. Però la crueltat de les seves tropes mercenàries tàrtares superaven en alguns casos la de les tropes imperials de Giorgio Basta, tornant-se la situació molt explosiva. Aquest fet fou aprofitat pel voivoda valac Radu Şerban per envair des de Valàquia el Principat transsilvà en nom de Rodolf II del Sacre Imperi Romanogermànic, derrotant a Moisès Székely a la batalla de Braşov el 17 de juliol de 1603, en la qual Moisès Székely va acabar perdent la vida. Un cop les tropes de Székely foren vençudes els valacs es retiraven, i els imperials tornaven a controlar el Principat.